# Johannes Timm
Johannes Timm (* 13. April 1866 in Schashagen; † 3. Dezember 1945 in München; auch: Johann Friedrich Heinrich Timm) war ein sozialdemokratischer Politiker.

## Leben und Wirken
Nach Abschluss der Schule machte Timm in Hamburg eine Lehre zum Schneider und war bis 1891 in diesem Beruf tätig. In den Jahren 1890 und 1891 war er Mitglied im Hauptvorstand des freigewerkschaftlichen Schneiderverbandes. Anschließend war Timm bis 1898 hauptamtlicher Angestellter des Verbandes in Berlin. Von 1898 bis 1911 war er als Arbeitersekretär in München tätig. Danach war Timm bis 1919 Geschäftsleiter des Arbeiter- und Gewerkschaftssekretariates und Vorsitzender des Gewerkvereins München. Während des Gewerkschaftskongresses von 1914 hielt er ein Referat über das Thema Einfluß der Lebensmittelteuerung auf die wirtschaftliche Lage der Arbeiterklasse.
Neben der gewerkschaftlichen Tätigkeit war Timm auch in der SPD politisch aktiv. Auf dem Parteitag in Breslau (Oktober 1895) referierte Timm zum Thema Schwitzsystem, Hausindustrie und Arbeiterschutz. Zum selben Thema sprach er übrigens auch auf dem Kongress der freien Gewerkschaften von 1896. Von 1904 bis 1919 war er Vorsitzender des sozialdemokratischen Gauvorstandes für Süd-Bayern. Außerdem war Timm von 1904 bis 1919 Mitglied der zentralen Kontrollkommission der Partei. Er kandidierte 1898 und 1903 vergeblich für den Reichstag im Wahlkreis Arnsberg 4 (Hagen-Schwelm).
Von 1905 bis 1933 war Timm war Mitglied des Bayerischen Landtages. Während der Novemberrevolution wurde er Mitglied des provisorischen Nationalrates von Bayern. Zudem war er im Kabinett Eisner bis Februar 1919 Justizminister. Von 1918/19 bis 1933 war er außerdem Vorsitzender der SPD-Landtagsfraktion.
1927 war Timm Vorsitzender des SPD-Landesausschusses von Bayern.
Beruflich war Timm von 1920 bis 1931 Geschäftsführer der Reichszentrale für Heimatdienst (Landesabteilung Bayern). Anschließend ging er in den Ruhestand.
In München wurden nach Timm eine Straße und verschiedene öffentliche Einrichtungen benannt.